# Liberté sans frontières
Liberté sans frontières est une fondation destinée à lutter contre le tiers-mondisme, créée et présidée en janvier 1985 par le médecin Claude Malhuret.

## Histoire

### Origine et débuts
En 1983 est publié le livre de l'essayiste Pascal Bruckner, Le sanglot de l’homme blanc.
L'essai consacre toutes ses attentions polémiques au journal Le Monde diplomatique qu'il accuse de propager des thèses tiers-mondistes erronées. 
Claude Malhuret, qui cite régulièrement ce livre, décide alors de lancer la fondation Liberté sans frontières, avec l'objectif de remettre en question les thèses tiers-mondistes sur le développement économique et social et à lutter contre les régimes totalitaires. La fondation LSF devient rapidement une des passerelles institutionnelles entre des ex-68ards et la droite conservatrice et libérale, qui "multipliait depuis le début de la décennie 80 les attaques contre le « tiers-mondisme chrétien »".
Claude Julien, directeur du  journal Le Monde diplomatique réplique au livre de Bruckner, deux ans après, et à la création de LSF, par la publication en mai 1985 d'un dossier d'articles, qui "s’articule principalement autour d’une enquête pointue réalisée par Alain Gresh, démêlant les liens étroits tissés entre LSF et la droite néolibérale".
Le journal avait en son temps "rendu compte de manière élogieuse" de livres critiquant des erreurs des initiatives présentées par LSF et Bruckner sous le vocable de "tiers-mondisme", comme "Mythes révolutionnaires du Tiers Monde" et "Années orphelines" mais souligne que  le tiers-mondisme est « une doctrine qu’ils [les tiers-mondistes] n’ont jamais élaboré, une idéologie qui n’est pas la leur ».

### Colloque de 1985
La fondation organise les 23 et 24 janvier 1985 au Sénat un colloque très médiatisé, « Le tiers-mondisme en question ». Jean-François Revel, Alain Besançon, Emmanuel Le Roy Ladurie, François Fejtő, Ilios Yannakakis font partie de son conseil d’administration. Il entraîne dans son sillage Rony Brauman, président de Médecins sans frontières.

### Suites
La création de LSF « a jeté début 1985 un pavé dans la mare paisible des ONG »  et suscite des débats idéologiques qui obscurcissent les enjeux de l'aide humanitaire, selon un livre de Laurence Binet, qui a aussi estimé que les remous suscités et les tensions, au moment de l'initiative  « Band Aid » organisée par le chanteur anglais Bob Geldof pour lever des fonds destinés à lutter contre la famine qui sévit depuis la fin de l’année 1984 en Éthiopie, avec en juillet 1985, le concert géant organisée à Londres  à Wembley, ont côtoyé par ailleurs de vrais débats intéressants sur le rôle de MSF.